# День мертвецов (фильм, 2008)
«День мертвецов» (англ. Day of the Dead) — американский фильм ужасов 2008 года режиссёра Стива Майнера, ремейк одноимённого фильма Джорджа Ромеро.

## Сюжет
Действия фильма разворачиваются вокруг главной героини Сары Боумэн, которая пытается выжить в городе, населённом мертвецами, и спасти свою семью и своих близких от роковой ошибки доктора Логана.
В секретной лаборатории профессор Логан создал новый вид мутаций, возвращающий мертвецов к жизни, чтобы они стали биологическим оружием. Доктор Логан считает свою идею гениальной, но вирус проникает в небольшой городок, где заражает свою первую жертву. Полиция объявляет в городе карантин, считая, что новая болезнь — всего лишь атипичный вирус пневмонии. Вскоре ген, созданный Логаном, распространяется по городу; больницы переполнены, и многие люди умирают, после чего становятся зомби. Зомби проявляют агрессию по отношению к живым и убивают их. На улицах города начинает твориться хаос, уцелевшие люди прячутся в своих домах, но и это уже не безопасно.

## В ролях
- Мена Сувари — Сара Боумэн
- Ник Кэннон — Сэлэзер
- Майкл Уэлш — Тревор Боумэн
- Анна-Линн Маккорд — Нина
- Старк Сэндс — Бад Крэйн
- Мэтт Риппи — доктор Логан
- Пэт Килбейн — учёный
- Винг Рэймс — капитан Родес
- Иэн Макнис — диджей Пол
- Криста Кэмпбелл — миссис Лейтнер

## Связи и отличия от оригинального фильма
- Капитан Роудс в этом фильме чернокожий и добрый (по сравнению с персонажем Джо Пилато из оригинального фильма).
- Сами мертвецы в фильме не классические зомби. Они похожи на мертвецов из «Рассвета мертвецов» 2004 года и «Планеты Страха» и даже превосходят их — ползают по подвесным потолкам, стреляют из автоматов и даже притворяются обычными мертвецами.
- Мертвеца, пытавшегося защитить главных героев, разрывают на куски. Такой же жуткий конец в оригинальном фильме наступил для одного из пытавшихся спастись живых солдат.